# Leniec w Chorągiewce
Leniec w Chorągiewce este o arie protejată (sit de importanță comunitară — SCI) din Polonia întinsă pe o suprafață de 12,09 ha, integral pe uscat.

## Localizare
Centrul sitului Leniec w Chorągiewce este situat la coordonatele 52°57′30″N 18°32′26″E / 52.9583°N 18.5406°E.

## Înființare
Situl Leniec w Chorągiewce a fost declarat sit de importanță comunitară în decembrie 2012 pentru a proteja 1 specie de plante.

## Biodiversitate
Situată în ecoregiunea continentală, aria protejată conține 3 habitate naturale: Pajiști uscate europene, Pajiști calcaroase din nisipuri xerice, Pajiști uscate seminaturale și facies de acoperire cu tufișuri pe substraturi calcaroase (Festuco-Brometalia) (* situri importante pentru orhidee).
La baza desemnării sitului se află o specie protejată de  plante: Thesium ebracteatum.